# Martial Corneville
Martial Corneville é um maquiador. Como reconhecimento, foi nomeado ao Oscar 2012 na categoria de Melhor Maquiagem por Albert Nobbs.